# Blood of the Saints
Blood of the Saints je čtvrté studiové album německo-rumunuské powermetalové kapely Powerwolf, vydané v roce 2011. Jedná se o první album kapely s písněmi, které obsahovaly videoklipy, vytvořené pro „We Drink Your Blood“ a „Sanctified with Dynamite“ . Kromě nahrávání ve Studiu Fredman ve Švédsku skupina nahrála některé části alba v kapli Deutschherrenkapelle z 12. století v Saarbrückenu .
Limitovaná edice Blood of the Saints obsahovala bonusové CD s názvem The Sacrilege Symphony (And Still the Orchestra Plays) , které obsahovalo orchestrální verze písní Powerwolf. Zařídil to Dominic G. Joutsen, který dříve působil pro metalovou kapelu Heavenwood. 

## Kritický příjem
Nahrávka dosáhla 23. pozice v německém žebříčku  a 75. místa ve švýcarském žebříčku. 
Metal.de o albu napsal: "Jedná se o velmi melodický power metal znějící z reproduktorů, který zaujme především chytlavostí a silným faktorem sing along. Alespoň po druhém spuštění si každý bude moci zazpívat alespoň refrénů Samozřejmě je to opět díky mocnému, ale jasnému hlasu Dorna , který se nyní konečně vzdal svého přízvuku otevřít skrz, a pokud se dobře zaposloucháte, trénované ucho velmi rychle rozpozná riffové citáty od kapel jako Iron Maiden , Judas Priest nebo Accept . Ale jak můžete vinit vlky za to, že vytvořili vynikající skládání písní?" 
Album získalo ocenění Metal Hammer „Power metalové album roku“.

## Seznam skladeb
| Pořadí         | Název                                       | Délka |
| -------------- | ------------------------------------------- | ----- |
| 1.             | Opening: Agnus Dei                          | 0:48  |
| 2.             | Sanctified with Dynamite                    | 4:25  |
| 3.             | We Drink Your Blood                         | 3:42  |
| 4.             | Murder at Midnight                          | 4:47  |
| 5.             | All We Need Is Blood                        | 3:38  |
| 6.             | Dead Boys Don't Cry                         | 3:25  |
| 7.             | Son of a Wolf                               | 3:59  |
| 8.             | Night of the Werewolves                     | 4:30  |
| 9.             | Phantom of the Funeral                      | 3:09  |
| 10.            | Die, Die, Crucify                           | 3:00  |
| 11.            | Ira Sancti (When the Saints Are Going Wild) | 6:25  |
| Celková délka: | Celková délka:                              | 41:46 |

## Sestava
- Attila Dorn – zpěv
- Matthew Greywolf – kytara
- Charles Greywolf – baskytara
- Stéfane Funèbre – bicí
- Falk Maria Schlegel – varhany, klávesy